# Мако, Сергей Александрович
Мако Сергей Александрович (Sergej Mako, Serge Mako, 9 апреля 1885 года, Санкт-Петербург — 2 июня 1953 года, Ла-Сьота) — художник, выросший в России и ставший известным в Европе после эмиграции во Францию.

## Биография
Родился в семье сибирского художника Александра Эдуардовича Мако и Веры Павловны Фризель в период их временного проживания в Санкт-Петербурге. Внук переехавшего в Томск художника австрийского происхождения Иосифа Мако. Окончил художественную школу в Пензе, в 1904 году приехал в Париж и учился в Академии Жюлиана. Много путешествовал, долго жил в Праге, где основал художественное объединение «Скифы». Большую часть жизни провел во Франции, в Ницце, где стал известен под именем Serge Mako. Его выставки проходили в Париже, Лондоне, Ницце, Марселе и других городах. Его картины разошлись по всей Европе и до сих пор встречаются на аукционах. Особенно известна его «монгольская» серия, посвященная Алтаю. В музеях города Томска сохранилось несколько его ученических работ.

## Семья
Сергей Мако был трижды женат и имел четверых детей. Потомки Сергея Мако до сих пор живут во Франции, собирают его картины и хранят многие семейные документы. В 2012 году они познакомились с сибирскими потомками Иосифа Мако и объединили усилия по восстановлению истории семьи и творчества художников Мако. В сентябре 2013 дочь, внучка, внук и два правнука Сергея Мако совершили путешествие из Франции в Томск и познакомились с картинами художников Мако в Томском областном художественном музее и Томском областном краеведческом музее.